# Марлборо (музыкальная школа)
Музыкальная школа Марлборо (англ. Marlboro Music School) — ежегодная летняя школа для исполнителей академической музыки. Проводится с 1951 г. в Марлборо-колледже, расположенном в небольшом городке Марлборо (англ. Marlboro), штат Вермонт. У истоков школы стояли Рудольф Серкин и Адольф Буш.
В школе обыкновенно занимаются наиболее одарённые студенты различных американских консерваторий. Работа школы сопровождается своеобразными отчётными концертами: каждый уикенд (а школа работает на протяжении семи недель) учащиеся школы исполняют какие-то из разбираемых на занятиях произведений, причём программа определяется не более чем за неделю до концерта. В настоящее время художественными руководителями школы являются пианисты Ричард Гуд и Мицуко Утида.